# Geoff Cameron
Geoffrey Scott "Geoff" Cameron (11 de julho de 1985, Attleboro, Massachusetts) é um ex-jogador de futebol norte-americano.

## Carreira
Geoff Cameron fez parte do elenco da Seleção Estadunidense de Futebol da Copa América de 2016 e da Copa de 2014.